# Olympiade d'échecs de 1939

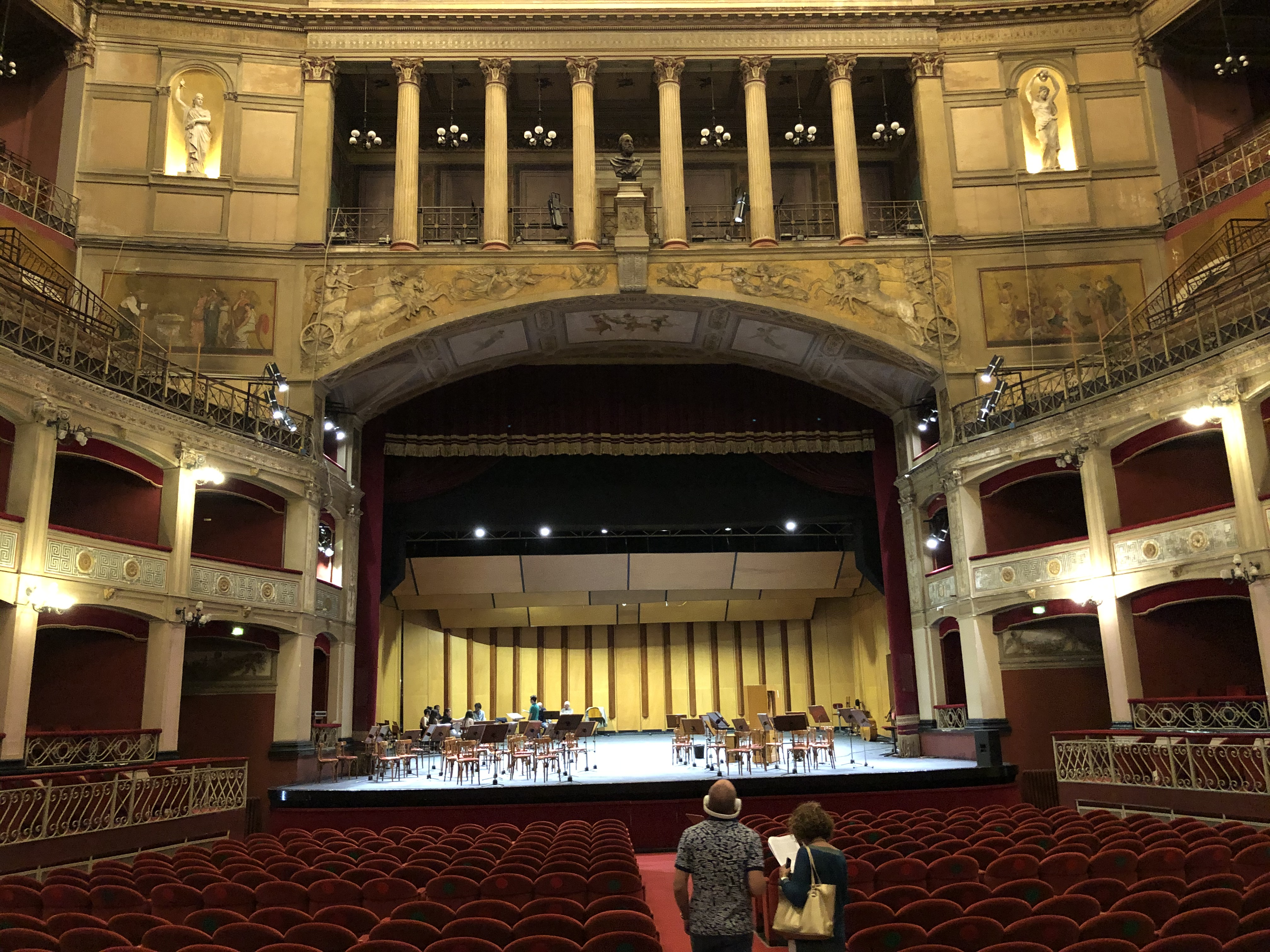
Intérieur du Teatro Politeama où s'est déroulé le tournoi

L'Olympiade d'échecs de 1939 est une compétition mondiale par équipes et par pays, appelée à l'époque « Tournoi des Nations », organisée par la FIDE. Cette 8e Olympiade se déroule du 24 août au 19 septembre 1939 à Buenos Aires, en Argentine. Durant trois semaines, les nations s'affrontent sur 4 échiquiers dans un contexte de guerre où la politique perturbe le cours des jeux et l'atmosphère influence leur qualité.
Les points ne sont pas attribués au regard des résultats des matches inter-nations, mais en fonction des résultats individuels sur chaque échiquier (un point par partie gagnée, un demi-point pour une nulle, zéro point pour une défaite).
À la fin du tournoi, une majorité de joueurs décident de rester en Argentine et échappent ainsi à la Shoah ou à la tourmente européenne.

## Tournoi masculin

### Contexte
Cette olympiade réunit 27 nations sous la direction du Dr Joaquín Gómez Masía,. C'est la première olympiade d'échecs organisée hors d'Europe. Elle se déroule également dans un climat de guerre.
Les États-Unis, vainqueurs des quatre dernières compétitions, sont absents : la fédération américaine d'échecs avait offert 1 500 $ à chacun de ses joueurs pour participer à l'olympiade mais ceux-ci, qui en réclamaient mille de plus pour leur absence de trois mois loin de chez eux, n'ont pas été satisfaits et ont donc renoncé à participer,.
Sont également absentes la Hongrie et la Yougoslavie pour des raisons financières. L'Autriche, annexée sur ordre d'Hitler, n'est pas représentée : deux joueurs autrichiens, Erich Eliskases et Albert Becker, sont intégrés dans l'équipe allemande qui devient germano-autrichienne.
La Tchécoslovaquie occupée qui n'est plus indépendante envoie une équipe sous la dénomination de Protectorat de Bohême-Moravie. Après de longues négociations, le comité argentin d'organisation refuse d'afficher le drapeau officiel du protectorat à croix gammée nazie pour le remplacer par la bannière traditionnelle tchèque.
De tous les participants lors de ce tournoi, le cas le plus marquant est celui de l'équipe de la Palestine, composée uniquement de Juifs d'origine européenne. Le capitaine palestinien originaire d'Autriche, Moshe Czermiak, déclare au quotidien argentin La Nación : « Nous nous sommes réunis parce que nous appartenons à la race juive et nous sommes donc les représentants des 500 000 Juifs de Palestine. Bien que les Arabes et les Britanniques jouent pour leur part, nous ne représentons que les joueurs de notre race. Nous le soulignons car nous sommes une équipe d'une population relativement petite et notre équipe a réussi à suivre des rivaux importants ».
Le 27 juillet 1939 à Anvers, plus de 90 personnes appartenant à 16 délégations européennes montent à bord du cargo belge Piriapolis qui avait été mis à l'eau un an auparavant, que les joueurs d'échecs surnomment « l'arche de Noé » pour marquer leur fuite du « déluge » européen,.
La traversée se déroule sans incident ; on y joue aux échecs et au bridge, et comme le championnat d'échecs féminin doit se dérouler en même temps à Buenos Aires, la troupe est mixte. Le bateau arrive le 21 août au vieux port de Buenos Aires.
D'autres bateaux convoient les joueurs jusqu'à la ville du tournoi. Un autre paquebot, le vieil Alcántara, part de Rio de Janeiro pour rejoindre Buenos Aires le 17 juillet. Le General Artigas amarre au port le 24 août. L'Argentina quitte New York pour arriver le 16 août. Le Lutetia part de Bordeaux et arrive le 1er août. Le paquebot Massilia quitte également Bordeaux pour arriver le 7 septembre.
Les délégations palestinienne et polonaise sont logées à l'Imperial Hotel, d'autres au Grand Hotel.
La cérémonie d'ouverture a lieu le 23 août, où sont présents des autorités diplomatiques et des représentants du gouvernement national dont le président argentin Roberto M. Ortiz. Le tournoi se déroule au théâtre Politeama de l'avenue Corrientes à Buenos Aires.

### Équipes
La défection volontaire ou non de certains pays européens est compensée quantitativement par la participation de 10 pays latino-américains, dont Cuba, permettant ainsi au champion José R. Capablanca de participer à une olympiade. Il y retrouve un autre champion qui l'a renversé en 1927, le Français d'origine russe Alexander Alekhine, propriétaire du titre mondial
Allemagne : Des documents montrent qu'une partie de l'équipe allemande, renforcée par l'Anschzluss autrichien, était composée de nazis, « à l'exception de Paul Michel qui devait être séparé de ses collègues nazis » pour son manque d'enthousiasme nazi,. L'Autrichien Albert Becker est désigné capitaine d'équipe et essaie même de renvoyer Michel au pays,. Participent également Ludwig Engels, Erich Eliskases et Heinrich Reinhardt.
Angleterre : Baruch Harold Wood, Philip Stuart Milner-Barry, George Alan Thomas, Conel Hugh O'Donel Alexander, Harry Golombek
Argentine : Jacobo Bolbochàn, Isaìas Pleci, Roberto Grau, Luis Piazzini, Carlos Guimard, Franz (Francisco) Benkö (Juif né en Allemagne)
Bohême et Moravie : Les Tchèques jouent en équipe sous pavillon du protectorat de Bohême-Moravie : František Zíta, Jan Foltys, Karel Skalička, Beatriz Janecek, Karel Opočenský, Jiří Pelikán
Bolivie : Víctor Reyes Velas(z)co, Jorge Rodríguez Hurtado, Paul (Pablo) Baender, Hugo Córdov(b)a Nieto, Luis V. Zabala
Brésil : João de Souz(s)a Mendes, Adhemar da Silva Rocha, Octávio Figueira Trompowsky de Almeida, Walter Oswaldo Cruz
Bulgarie : Alexandar Zwetkoff (Tsvetkov), Alexandar Kipro(v)ff, Michail Kantardjieff (Kantardzhiev), Oleg Neikirch, Emil Karastojtscheff (Karastoichev)
Canada : Daniel Abraham (Abe) Yanofsky (né en Ukraine, prodige de 14 ans), John Stuart Morrison, Abraham Helman, Walter Holowach, Haakon Opsahl (né en Norvège)
Chili : Mariano Castillo Larenas, Sergio René Letelier Martner, Rodrigo Flores Álvarez, Enrique Reed Valenzuela
Cuba : Rafael Blanco Estera, Miguel Blas Alemán Dovo, Alberto López Arce, Francisco Planas García, et le champion José Raúl Capablanca
Danemark : Christian Poulsen, Alfred Christensen, Jens Enevoldsen, Ernst Carl Sørensen / Knud Lysdal, Jens Peter Øjvind Larsen (Juif danois)
Équateur : Santiago U. Morales Ceballos, Neptalí Ponce Miranda, Carlos Alberto Ayala Cabanilla, José Sierra Jaramillo, Miguel Suarez Davila
Estonie : Ilmar Raud, Gunnar Friedemann, Paul Schmidt, Paul Keres, Johannes Türn
France : L'équipe de France est composée du champion du monde Alexander Alekhine (d'origine russe), d'Aristide Gromer, Victor Kahn (d'origine allemande), Barbato Rometti (Italien naturalisé français en 1929 sous le nom de Bernard Rometti) et Edmond Henri Dez.
Guatemala : José Luis Asturias Tejada, Carlos Enrique Salazar, Ricardo Domingo Cruz Bulnes, Guillermo Enrique Vassaux Estévez (Rogelio Vargas ?)
Irlande : William Warwick Nash, John James O'Hanlon, William Minnis, Gerard Joseph Kerlin, John Francis O'Donovan
Islande : Baldur Möller, Einar Thorvaldsson (Þorvaldsson), Jón Gudmundsson (Guðmundsson), Gudmundur (Guðmundur) Arnlaugsson, Ásmundur Ásgeirsson
Lettonie : Tenis Melngailis, Vladimirs Petrovs, Lucius Endzelin(s), Movsas Feigins (Movsha Feigin) (Juif de Daugavpils) et Fricis Apšenieks (Franz Apscheneek)
Lituanie : Povilas (Paul) Vaitonis, Markas (Marcos) Luckis, Vladas Ionovich Mikėnas, Povilas (Paul) Tautvaišas, Ksaveras Andrašiūnas
Norvège : A. Larsen, Johannes Austbø, Sverre M. Rebnord, Ernst Andreas Rojahn
Palestine : Les représentants de la Palestine mandataire sont Viktor Winz (natif d'Allemagne), Zelman Kleinstein, Meir Rauch (Polonais d'origine), Heinz Josef Foerder (né en Allemagne), Moshe Czerniak (Polonais d'origine), Sara Salome Reischer (Russe d'origine), Yosef Porath (Allemand d'origine)
Paraguay : Ernesto Espínola, Luis Oscar Boettner, Juan Silvano Díaz Pérez, Luis Laterza, Augusto Trinidad Aponte Fleitas
Pays-Bas : Lodewijk Prins, Theodore D. van Scheltinga (Tjeerd Daniel van Scheltinga), Christiaan F. de Ronde, Adriaan de Groot, Nicolaas Cortlever
Pérou : Domingo Soto Mondragón, René Castro de Mendoza, Alberto Ismodes Dulanto, Felipe Pinzón Solis, Jesús Alberto Cayo Murillo
Pologne : Ksawery Tartakower, le capitaine et entraîneur de l'équipe polonaise (d'une famille juive galicienne) ne parlait pas polonais mais se sentait polonais, même s'il vivait en France. Voyagent également en Argentine, un jeune génie des échecs, Mendel Mieczysław (Mojsze) Najdorf, Paulin Frydman, Teodor Regedziński (d'origine allemande) et Franciszek Sulik de Lviv.
Suède : Nils Valentin Bergqvist, Erik Lundin, Bengt Ekenberg, Gideon Ståhlberg et Gösta Danielsson
Uruguay : Carlos Desiderio Hounie Fleurquin, Alfredo F. Olivera, Luis Alberto Gulla, Ernesto J. Rotunno, Luis Roux Cabral

### Organisation
En raison du nombre de concurrents, un tour préliminaire avec quatre groupes est organisé. Les 4 premiers de chaque groupe participent au tournoi final toutes rondes.

### Résultats
Le classement masculin par équipe :
| Rang | Nation          | Points | Composition de l'équipe                                           |
| ---- | --------------- | ------ | ----------------------------------------------------------------- |
| 1re  | Allemagne nazie | 36     | E. Eliskases, P. Michel, L. Engels, A. Becker, H. Reinhardt.      |
| 2e   | Pologne         | 35,5   | X. Tartakover, M. Najdorf, P. Frydman, T. Regedziński, F. Sulik.  |
| 3e   | Estonie         | 33,5   | P. Kérès, I. Raud, P. Schmidt, G. Friedemann, J. Turn.            |
| 4e   | Suède           | 33     | G. Ståhlberg, E. Lundin, N. Bergkvist, G. Danielsson, B. Ekenberg |
| 5e   | Argentine       | 32,5   | R. Grau, L. Piazzini, J. Bolbochan, C. Guimard, I. Pleci          |

La France se classe 10e avec 24,5 points. L'Angleterre, 3e du groupe I, se retire après les éliminatoires.

### Déroulement du tournoi
Alors que les finales ont débuté, la nouvelle de l'attaque de la Pologne et de ses villes bombardées par les Nazis arrive à Buenos Aires, le 1er septembre. La Seconde guerre mondiale a débuté.
De nombreux joueurs s'interrogent sur la décision à prendre. Jouer avec l'Allemagne ?, annuler l'Olympiade ?. Le même jour, les Anglais votent en interne et les trois représentants les plus importants (Stuart Milner-Barry, Conel Hugh O'Donel Alexander et Harry Golombek) embarquent à bord du paquebot Alcantara pour Southampton pour rentrer en Angleterre deux semaines plus tard : l'Angleterre n'est plus en compétition. La situation étant tendue, le champion français Alexandre Alekhin se prononce à la radio argentine contre l'Allemagne et ordonne aux représentants français de couper tout contact avec eux.
Après de longues discussions et principalement sous la pression des organisateurs argentins, il est décidé de poursuivre le tournoi mais après des modifications de ses règles. Le capitaine allemand, l'Autrichien Albert Becker, exige que les Tchèques annulent leurs matchs avec la France et la Pologne au motif qu'ils sont officiellement en guerre avec eux mais les Tchèques refusent. Les joueurs juifs de Palestine ne veulent pas jouer avec les joueurs allemands : « Des Juifs avec des Argentins sont venus m'apprendre la chevalerie », écrit Becker dans une lettre à la Fédération autrichienne des échecs commençant par Heil Hitler. Les Allemands comptant sur une victoire facile sur les Palestiniens déclarent explicitement que rien d'autre que 4-0 ne les satisferait. L'organisation du tournoi prend une décision controversée : les matches prévus entre les Polonais et les Allemands, entre l'Allemagne et la France et entre l'Allemagne et la Palestine sont annulés et déclarés matches nuls (tirage). L'Argentine décide de prendre « le fardeau de la compensation pour les Allemands et a également offert son match nul avec la Palestine ».
Au 6e tour, quand l'ambassadeur de Pologne est entré dans la salle de jeux pour annoncer que les Allemands avaient bombardé Varsovie, les Polonais dont Mieczysław Najdorf natif de Varsovie perdent un temps leurs moyens et leurs matches.

### Après le tournoi
Un grand nombre de joueurs, particulièrement ceux d'origine juive - qui échapperont ainsi à la Shoah, ne sont pas enclins à retourner en Europe alors que la guerre a éclaté et prennent la décision de rester en Argentine ou en Amérique du Sud après le tournoi. C'est le cas :
- de tous les joueurs allemands : Michel, Eliskases, Engels, Becker, Reinhardt, Graf[1],[7].
  - Erich Eliskases écrit à la convocation de la Fédération autrichienne des échecs que le voyage est trop risqué car l'Atlantique est contrôlé par la flotte britannique. Lui et trois autres représentants du Troisième Reich restent définitivement en Argentine ;
  - Paul Michel décide lui aussi de rester en Argentine pour toujours, où il adopte le prénom de « Pablo » et dispute de nombreux tournois de 1940 à 1950 et occasionnellement des tournois en Autriche ;
  - Ludwig Engels reste également en Amérique du Sud et en 1946, s'installe au Brésil où il dispute de nombreux tournois ainsi qu'en Argentine de 1941 à 1966.
  - Albert Becker demeure en Argentine jusqu'à sa mort en se prénommant Alberto[4].
  - Heinrich Reinhardt devient Enrique ;
  - Sonja Graf reste en Argentine où elle se prénomme « Susan » puis émigre aux États-Unis.
- de toute la délégation palestinienne, soit Zelman Kleinstein, Viktor Winz (pour y devenir vendeur ambulant (klappers) puis comptable avant de s'installer plus tard en France), Meir Rauch, Heinz Josef Foerder, Moshe Czerniak (qui se prénommera Miguel), Sara Salome Reischer, Yosef Porath.
- des Polonais Najdorf, Frydman et Sulik :
  - Mieczysław Najdorf accepte une invitation de Juifs argentins et vit à l'étranger tout le reste de sa vie en adoptant le prénom « Miguel » - toute sa famille sera assassinée en Europe lors de la Shoah ; il jouera dans des tournois d'échecs en Argentine et au Brésil.
  - Paulin Frydman accepte également l'invitation argentine et s'installe en Argentine pour toujours ; il jouera dans des tournois d'échecs en Argentine et au Brésil.
  - Franciszek Sulik, bien que non-Juif, reste à Buenos Aires pendant deux ans - après que les Soviétiques sont entrés dans sa ville natale de Lviv, il n'avait nulle part où aller et, jouera dans des tournois d'échecs en Argentine et au Brésil. En 1943, il quitte l'Argentine pour combattre en tant qu'officier polonais en Italie de 1943 à 1945. À la fin de la guerre, il s'installe en Écosse, avant d'émigrer en Australie où il remporte de nombreux championnats d'échecs.
  - Savielly Grigorevitc Tartakower, Juif de 52 ans part servir dans la Légion étrangère en tant que lieutenant, puis s'installe en France où il adopte le prénom de « Xavier » au moment de sa nationalisation.
- de la Française Paulette Schwartzmann, Juive d'origine russe, qui adopte la nationalité argentine.
- du Suédois Gideon Stahlberg.
- des Lituaniens Markas Luckis et Povilas Vaitonis (qui se réfugiera ensuite en Suède puis émigrera au Canada).
- des Lettons Movsas Feigins et Lucius Endzelin(s).
- des Tchèques Jiří (Jorge) Pelikán et Karel (Carlos) Skalička, et quelques autres.

Les joueurs anglais S. Milner-Barry, C. H. O'Donel Alexander et H. Golomek qui avaient quitté le tournoi dès la nouvelle de l'invasion de la Pologne, se retrouvent ensuite au centre du renseignement britannique à Bletchley Park et deviennent rapidement les figures de proue du décryptage de l'Enigma allemande.

## Tournoi féminin
Une petite vingtaine de joueuses féminines représentent les nations comme suit :
Allemagne : Sonja Graf, Friedl (Frieda) Rinder.
Angleterre : Vera Menchik de Ste(ph)venson (née en Russie, nationalisée britannique, qui sera tuée en 1944 lors du bombardement nazi surLondres).
Argentine : María Angélica Berea de Benkö, Dora Beatriz Trepat de Navarro, María Angélica Berea de Montero, toutes deux portées disparues
Bohême-Moravie : Beatriz Janecek (Blazena Janeckova)
Canada : Annabelle Lougheed-Freedman
Chili : Berna Carrasco Araya de Budinich
Cuba : María Teresa Mora Iturralde
Danemark : Ingrid Larsen
États-Unis : Mona May Karff (Juive née en Bessarabie, émigrée en Palestine puis en Amérique)
France : Marianne Waegemans-Stoffels (Belge), Paulette Schwartzmann (née dans l'Empire russe)
Lettonie : Milda Rudolfovna Lauberte
Lituanie : Elena Raclauskiene
Norvège : Ruth Bloch-Nakkerud (Nakkenid)
Palestine : Salome (Sara) Reischer (née en Ukraine (Pologne), émigrée en Palestine puis aux États-Unis)
Pays-Bas : Catharina Roodzant-Glimmerveen
Suède : Ingeborg Andersson
Uruguay : María A. de Vigil

### Classement
À ce neuvième championnat du monde féminin, le classement fut le suivant :
| Rang | Nation          | Joueuse        | Points |
| ---- | --------------- | -------------- | ------ |
| 1re  | Angleterre      | Vera Menchik   | 18     |
| 2e   | Allemagne nazie | Sonja Graf     | 16     |
| 3e   | Chili           | Berna Carrasco | 15,5   |
| 4e   | Allemagne nazie | Frieda Rindler | 15     |
| 5e   | Etats-Unis      | Mona Karff     | 14     |

La France termine neuvième avec 9 points pour Paulette Schwartzmann.

## Autres faits
Au tournoi, Eliskases est venu habillé en costume tyrolien (et non pas en uniforme nazi, comme cela a été écrit).
« Deux frères Janofsky se sont rencontrés pour la première fois à Buenos Aires, chacun jouant pour un pays différent. J. Janowski, 45 ans, est né en Ukraine et est parti pour l'Argentine en 1919. Son père est resté à la maison et a ensuite déménagé au Canada avec son fils de 6 mois, Abe Janowski (orthographe anglaise : Yanofsky). Abe est devenu le joueur le plus fort au Canada et a été nommé premier échiquier aux Olympiades de Buenos Aires. En lisant la liste des participants, J. Janowsky était très surpris et avait hâte de rencontrer un A. Yanofsky de l'équipe canadienne. Il a montré la photo de son père et Abe s'est exclamé : « C'est aussi mon père ! ». Ils s'embrassèrent joyeusement ».
Le Piriapolis qui avait transporté les joueurs d'Europe en Argentine est utilisé pour évacuer les Britanniques de France ; il est coulé par l'aviation allemande le 11 juin 1940 près de Fécamp.
Le gouvernement argentin qui avait accordé certaines facilités aux joueurs prêts à rester en Argentine à la fin du tournoi, a ainsi renforcé le pouvoir des échecs argentins : « Buenos Aires était animée d'une activité d'échecs tout au long des années violentes de la guerre. Les échecs argentins ont pris un énorme élan qui a rapidement apporté à l'Argentine de nombreux succès formidables tels que cinq médailles olympiques remportées dans les années 50 et au début des années 60 ».
Remarquée lors de ce tournoi par le joueur Franz Benkö (d'origine allemande), la joueuse argentine Maria Angelica Berea l'épousera vingt-cinq ans plus tard.